# Sean Bergin
Sean Bergin (Durban, 29 juni 1948 – Amsterdam, 1 september 2012) was een Zuid-Afrikaans jazzmusicus en bandleider. Sinds 1976 woonde hij in Nederland.
Sean Bergin was zich al jong bewust van de politiek in Zuid-Afrika. "Mijn politieke bewustzijn begon op mijn zesde jaar, toen ik naar school moest. Mijn maatje met wie ik altijd speelde, was zwart. Hij moest naar de ene school, ik naar de andere."
Bergin begon zijn carrière als saxofonist en fluitist op jonge leeftijd in de Blue Note Club in Durban waar zwarte en blanke muzikanten ten tijde van de Apartheid samen optraden. Zijn spel werd sterk beïnvloed door Pat Matshikiza en Dick Khosa. Later trad hij in Kaapstad op met Winston Mankunku Ngozi. Daarnaast speelde hij rond 1970 psychedelische underground-rock in de groep Abstract Truth, waarmee hij twee albums opnam.
In 1973 emigreerde Bergin naar Londen, waar hij onder andere met Dudu Pukwana en Chris McGregor samenwerkte. Na een verblijf in de Verenigde Staten vestigde hij zich in 1976 in Amsterdam. Aanvankelijk werkte hij samen met de muzikale clown Jango Edwards, maar al snel behoorde hij tot de vaste kern van de Bimhuis-scene. Op zondagmiddag leidde hij de jamsessies in café De Engelbewaarder. In 1986 begon hij zijn groep MOB met Tobias Delius, Mary Oliver, Wolter Wierbos, Alex Maguire, Franky Douglas, Ernst Glerum, Han Bennink en Victor de Boo (begin 1990). De groep werd in 2005 uitgebreid met de zangers Phil Minton en Mola Sylla en zangeres Maggie Nicols. Met de muzikanten van zijn Nansika-project speelde hij Zuid-Afrikaanse jazz.
Daarnaast was hij actief in ensembles als het Trio San Francisco (met Delius en de Italiaanse houtblazer Daniele D’Agaro), Viva La Black van Louis Moholo, de Andaband, het kwartet van Mal Waldron met Jean-Jacques Avenel en John Betsch, de band van Jan Cees Tans, en in formaties rond Tristan Honsinger, het ICP-Orkest, Boi Akih en de Kwelagroep Lebombo. Als studiomuzikant werkte hij onder andere met Miriam Makeba en Monica Akihary. In 1994 was hij lid van het Dedication Orchestra.
In 2000 werd hem de VPRO/Boy Edgar Prijs toegekend.
De zangeres Una Bergin is zijn dochter.
Bergin overleed in 2012 op 64-jarige leeftijd na een lang ziekbed. Hij werd op 10 september 2012 gecremeerd op De Nieuwe Ooster te Amsterdam.

## Discografie (selectie)
- Kids Mysteries (Nimbus Records)
- Live at the BIMhouse (BV Haast)
- Copy Cat (BV Haast)
- MOB Mobiel (DATArecords)
- Nansika (DATArecords)
- Song Mob: Fat Fish (DATArecords)